# Uncover
Singles de Zara Larsson
She's not me
(2013)
Uncover est un single musical de la chanteuse suédoise Zara Larsson sorti en 2013.

## Classements
| Classements (2013–15)           | Meilleure position |
| ------------------------------- | ------------------ |
| Belgique (Flandre Ultratip 100) | 62                 |
| Belgique (Wallonie Ultratip 50) | 18                 |
| Danemark (Tracklisten)          | 3                  |
| France (SNEP)                   | 9                  |
| Norvège (VG-lista)              | 1                  |
| Suède (Sverigetopplistan)       | 1                  |
| Suisse (Schweizer Hitparade)    | 13                 |